# Charo Iglesias Pajares
Charo Iglesias Pajares es una diseñadora y sombrerera española.

## Trayectoria
En 1976 finalizó sus estudios de Filosofía y Letras y Pedagogía en la Universidad Complutense de Madrid y entre 1979 y 1980 cursó Artes Plásticas en París, en la Universidad de Vinçennes, estancia durante la que descubrió su futura profesión: hacer sombreros.
En 1980 abrió su propio taller en San Sebastián y desde entonces empezó a participar en ferias y exposiciones y a realizar trabajos para cine, teatro u ópera, como My Fair Lady, El Rey León, Las Bribonas, La Generala o La Gran Vía esquina a Chueca. En 1988 trasladó su taller a Madrid, donde ha diseñado colecciones para Pedro del Hierro, Manuel Piña, Jesús del Pozo, Beba Médem, Roberto Torretta o Elio Berhanyer, y realiza sombreros a medida, investiga sobre el sector e imparte clases.
En 2005 colaboró con la obra El Quijote en sus Trajes, de la Real Fábrica de Tapices, con un capítulo, junto a Blanca del Piñal, dedicado al tocado y su significado en el Quijote, y en octubre de 2006 fue autora de la pieza del mes del Museo del Traje, dedicada al sombrero cloche, institución con la que colabora habitualmente. En 2012 fue finalista del Premio Nacional de Artesanía.